# بيت سيد صوليح (جفال)
بيت سيد صوليح (بالفارسية: بیت سیدصویلح) هي منطقة سكنية تقع في إيران في قسم جفال الريفي. يقدر عدد سكانها بـ 287 نسمة بحسب إحصاء 2016.